# Ivan Šušteršič

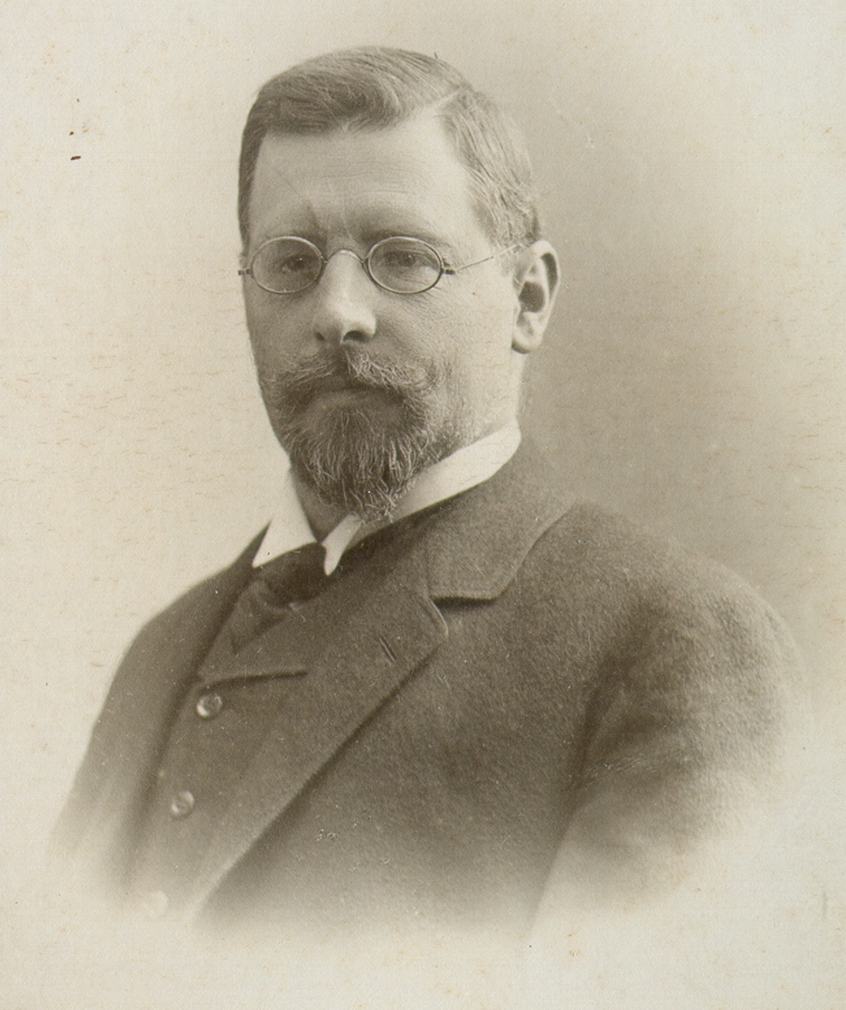
Ivan Šušteršič

Ivan Šušteršič (Ribnica, 29 mei 1863 – Ljubljana, 7 oktober 1925) was een Sloveens advocaat en politicus. Hij was jarenlang de onbetwiste leider van de Sloveense Volkspartij, afgevaardigde in de Oostenrijkse Rijksraad, de landdag van het kroonland Krain en landspresident (Landeshauptmann) van Krain.
- Bibliothèque nationale de France: cb169228955 (data)
- Gemeinsame Normdatei: 121008924
- International Standard Name Identifier: 0000 0000 5537 6882
- Library of Congress Control Number: no00020319
- Nationale Bibliotheek van Tsjechië: js2005312103
- Virtual International Authority File: 27916149
- WorldCat: E39PBJmxWWf4VtxR7TJKB9mfMP